# Juan de Lugo y de Quiroga

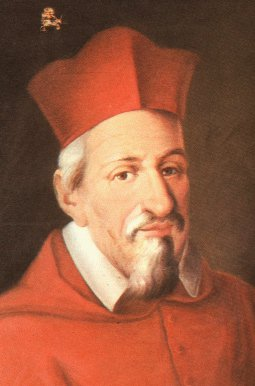
Porträt Kardinal del Lugo

Juan de Lugo y de Quiroga SJ (* 25. November 1583 in Madrid; † 20. August 1660 in Rom) war ein Jesuit, Kardinal, spanischer Renaissance-Theologe und ein führender Vertreter der Schule von Salamanca.

## Biografie
Juan de Lugo wurde am 25. November 1583 in Madrid geboren. Sowohl sein Vater (Juan de Lugo, ein caballero jurado aus Sevilla) als auch seine Mutter (Teresa de Quiroga) gehörten aristokratischen Familien an. Sein Cousin war der Humanist José Antonio González de Salas.
Juan war ein frühreifes Kind: mit drei Jahren konnte er bereits gedruckte Bücher oder Manuskripte lesen; mit zehn Jahren erhielt er die Tonsur; mit vierzehn verteidigte er öffentlich eine These der Logik, und fast gleichzeitig wurde ihm von König Philipp II. von Spanien ein Benefiziat gewährt, das er bis zu seiner Priesterweihe im Jahr 1618 wahrnahm.
Wie sein älterer Bruder Francisco wurde er von seinem Vater zum Jurastudium an die Universität von Salamanca geschickt, wo er wahrscheinlich Diego de Saavedra Fajardo traf.  Als Francisco bei den Jesuiten eintrat, beschloss Juan den gleichen Weg wie sein Bruder zu gehen. Er bat seinen Vater zweimal um die Erlaubnis in den Orden eintreten zu dürfen, aber da er sie nicht erhalten konnte, trat er am 6. Juli 1603 ohne seine Zustimmung in die Societas Jesu ein. Er studierte Philosophie am Jesuitenkolleg in Pamplona und Theologie in Salamanca.

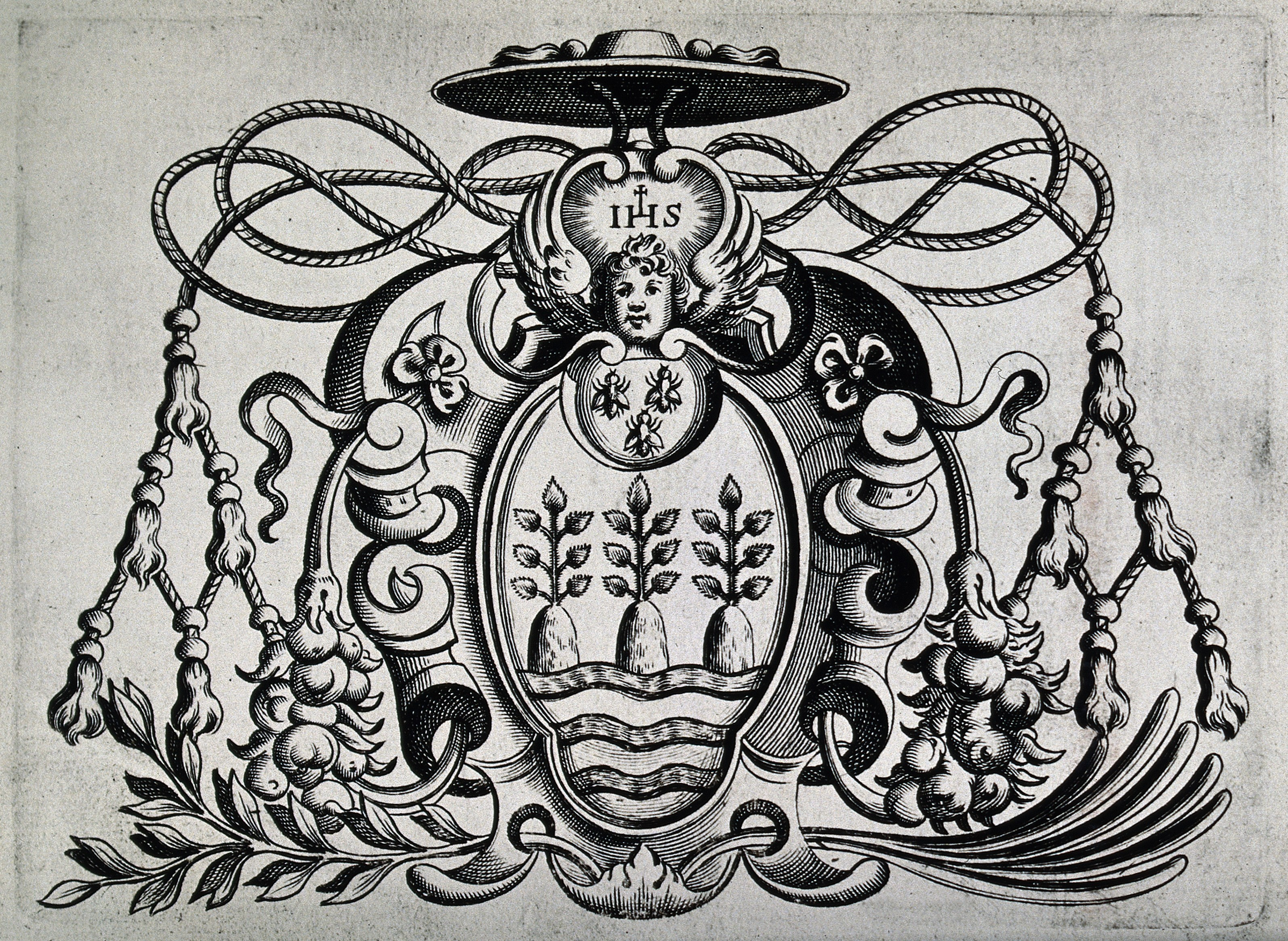
Kardinalswappen

Nach Abschluss seines Studiums wurde er 1611 zum Professor für Philosophie in Medina del Campo und dann zum Professor für Theologie in Valladolid ernannt, wo er fünf Jahre lang lehrte. Sein Ruhm als Theologieprofessor zog die Aufmerksamkeit des Ordensgenerals Muzio Vitelleschi auf sich und de Lugo wurde nach Rom berufen, wo er Anfang Juni 1621 eintraf. In der Ewigen Stadt unterrichtete er zwanzig Jahre lang Theologie und erwarb sich einen immensen Ruf für seine profunden Kenntnisse der Scholastik und für die bewundernswerte Kürze und Klarheit seiner Ausführungen.

### Kardinal

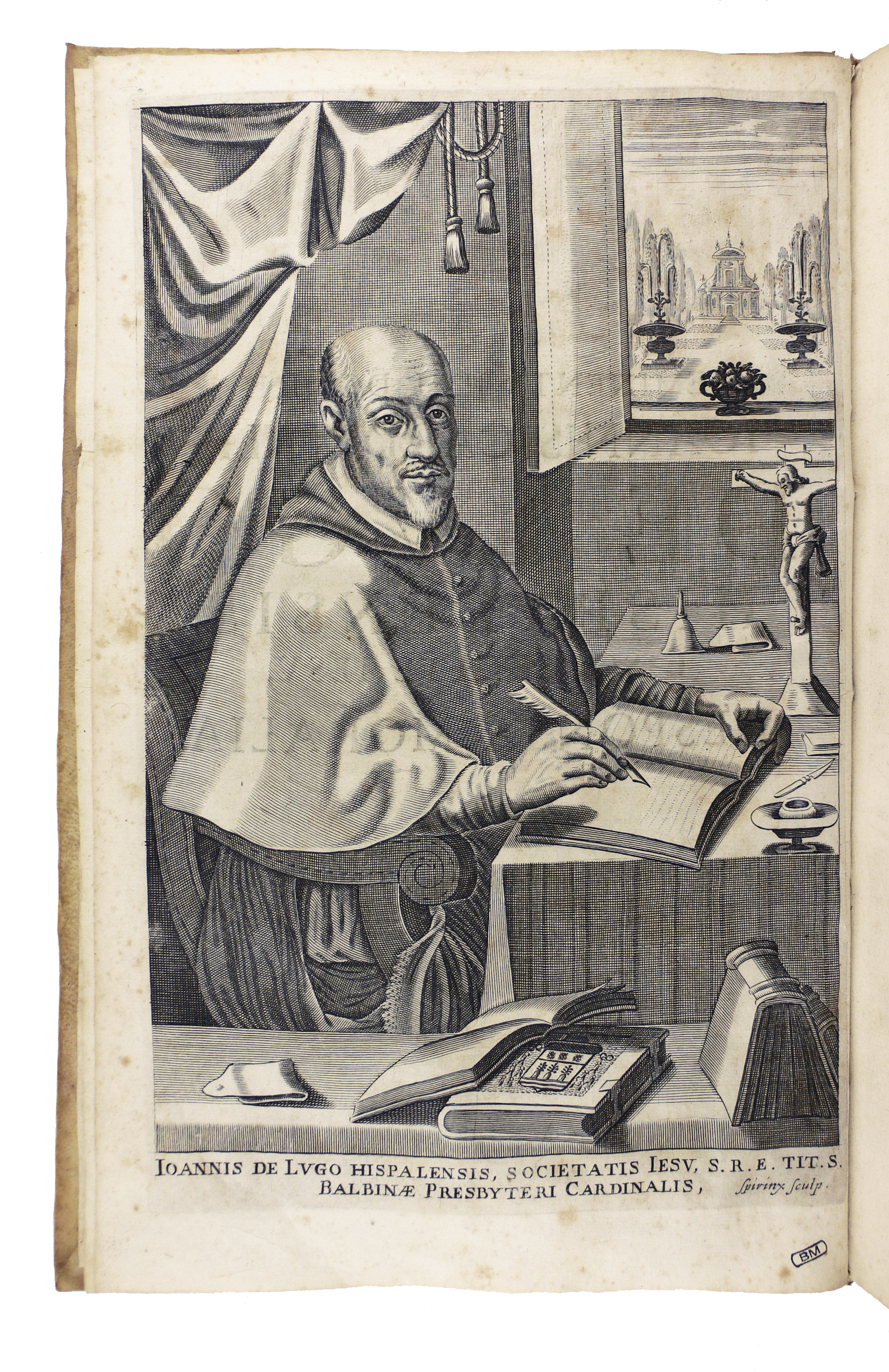
Kardinal Juan de Lugo (Stich aus Responsorum moralium libri sex, 1651, Mailand, Fondazione Mansutti).

Die Lehren von de Lugo wurden von Kopisten in vielen Ländern verbreitet, bevor sie überhaupt veröffentlicht wurden. Als der Generaloberer der Gesellschaft Jesu ihm befahl, seine Werke zu drucken, gehorchte de Lugo und bereitete ohne Hilfe in fünf Jahren das Material für die ersten drei Bände (1633, 1636, 1638) vor. Vor der Veröffentlichung des 4. Bandes, De justitia et jure, hielten es seine Vorgesetzten für angebracht diesen Band Papst Urban VIII. zu widmen. De Lugo musste ihn dem Papst persönlich überreichen und dieser war von der Kultur des spanischen Theologen so überrascht und begeistert, dass er ihn 1643 zum Kardinal erhob, eine Position, die de Lugo nur widerwillig annahm. Nachdem er Kardinal geworden war, hörte de Lugo auf zu lehren, aber viele seiner Werke wurden erst nach 1643 veröffentlicht.
Als Kardinal hatte er oft die Gelegenheit sein Wissen in den Dienst der Kirche zu stellen, insbesondere in den Beratungen der römischen Kongregation für die Glaubenslehre und de Konzilskongregation. Nach dem Tod von Papst Urban nahm de Lugo am Konklave von 1644 teil. Als Angehöriger der Barberini-Familie war die Mehrheit der Kardinäle der Meinung, dass er für ihren Kandidaten Giulio Cesare Sacchetti stimmen würde, welcher der französischen Fraktion angehörte. De Lugo hingegen überraschte das Kardinalskollegium und sprach sich für den spanischen Kandidaten Giovanni Battista Pamphili aus, der schließlich gewählt wurde und den Namen Papst Innozenz X. annahm.
Kardinal de Lugo y de Quiroga starb am 20. August 1660 im Alter von 77 Jahren in Rom, im Beisein des Jesuiten-Kardinals Pietro Sforza Pallavicino, einem seiner hingebungsvollsten Schüler. Seinem Wunsch entsprechend wurde er in der Nähe des Grabes des Ordensgründers Ignatius von Loyola begraben, damit „sein Herz dort ruhen konnte, wo sein Schatz lag“, wie es in seinem Epitaph heißt.
Seine Großzügigkeit gegenüber den Armen war berühmt: Obwohl er nicht viel Geld verdiente, verteilte de Lugo täglich Brot, Geld und sogar Medikamente wie Chinin, das er den Kranken brachte, die er im Spital von Santo Spirito in Sassia besuchte. De Lugo war einer der größten Förderer zur Verbreitung von Chinin. 1643 bat der Kardinal Gabriele Fonseca, den Leibarzt von Papst Innozenz X., eine Studie über die Wirksamkeit der Chinarinde durchzuführen. In seinem Bericht schrieb Fonseca, dass Chinin das wirksamste Mittel gegen Malaria sei, das bis dahin gefunden wurde. Im Jahr 1649 schrieb Pietro Paolo Puccerini, Apotheker des Collegio Romano, wiederum im Auftrag von de Lugo, die Anweisungen zu den Dosierungen und zur korrekten Anwendung von Chinin in einer gedruckten Verschreibung mit dem Titel Schedula Romana.

## Werke
Die Werke von Juan de Lugo, von denen einige nie gedruckt wurden, decken fast das gesamte Gebiet der Moraltheologie und Systematischen Theologie ab. Auf den ersten Band, De Incarnatione Domini, der 1633 in Lyon erschien, folgten De sacramentis in genere und De Venerabili Eucharistiæ Sacramento et de sacrosancto Missæ sacrificio(Lyon, 1636); Virtute et Sacramento poenitentiæ, de Suffragiis et Indulgentiis (Lyon, 1638). Das Werk dem de Lugo seinen Ruhm verdankte, De justitia et jure, wurde 1642 in Lyon veröffentlicht. Bei der Abfassung dieser wichtigen Abhandlung nutzte de Lugo die in seinen frühen Jahren in Salamanca erworbenen Rechtskenntnisse. Dies war das Werk, das er dem Papst persönlich widmete und überreichte und das ihm sozusagen die Kardinalswürde eingebracht hat.
De Lugo schrieb viele andere Werke: De virtute fidei divinæ (Lyon, 1646) und Responsorum morialum libri sex (Lyon, 1651), herausgegeben von seinem ehemaligen Schüler, Bruder und Freund, Kardinal Pietro Sforza Pallavicino. In den sechs Büchern der Responsa gibt de Lugo nach einer eingehenden Diskussion die Lösung für viele schwierige Fälle der Moraltheologie. Der siebte Band, De Deo, de Angelis, de Actibus humanis et de Gratia (Köln, 1716), erschien mehr als fünfzig Jahre nach dem Tod des Autors.
Viele andere Werke der Theologie und insbesondere der Philosophie („De Anima“, „Philosophia“, „Logica“, „De Trinitate“, „De Visione Dei“ usw.) befinden sich noch heute als Handschriften in den Bibliotheken von Madrid, Salamanca, Karlsruhe, Malines usw.
Unter den ungedruckten Werken sind die Analysen zu De frequenti Communione von Arnauld und die Memorie del conclave d’Innocenzo X: Riposta al discorso … che le corone hanno jus d’eschiudere li cardinali del Pontificato besonders interessant.
Der heilige Alfonso Maria de Liguori zögerte nicht, ihn als den größten Moraltheologen unmittelbar nach dem Kirchenlehrer Thomas von Aquin, „post S. Thomam facile princeps“, zu bezeichnen, und Papst Benedikt XIV. nannte ihn „Licht der Kirche“. In Venedig erschienen 1718 und 1751 zwei Gesamtausgaben von de Lugos Werken, die jeweils aus sieben Bänden bestehen. Eine weitere Ausgabe (Paris, 1768) wurde nie vollendet. Die letzte Ausgabe ist die von Fournials (1868–69), in sieben Bänden, zu der 1891 ein achter Band mit den Titeln „Responsa moralia“ und „Indici“ hinzugefügt wurde.

## Konklaven
Teilnahme von Juan de Lugo während seines Kardinalamtes:
- Konklave 1644, welches Papst Innozenz X. wählte
- Konklave 1655, welches Papst Alexander VII. wählte

## Publikationen

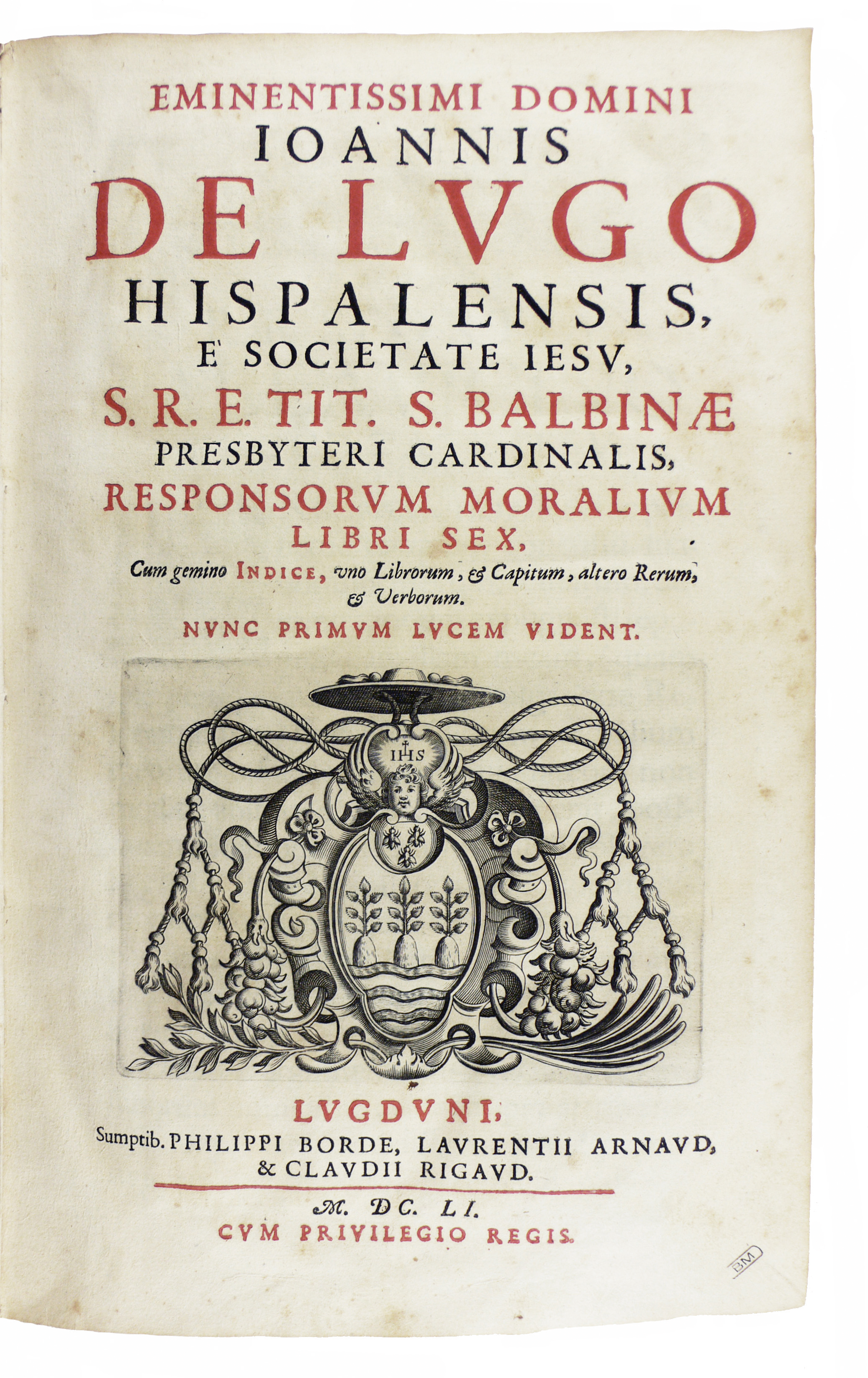
Responsorum moralium libri sex, 1651 (Milano, Fondazione Mansutti).

### In Lyon
1633 – De Incarnatione Domini
 1633 – De sacramentis in genere
 1636 – De Venerabili Eucharistiae Sacramento et de sacrosancto Missae sacrificio
 1638 – De Virtute et Sacramento poenitentiae, de Suffragiis et Indulgentiis
 1642 – De justitia et jure
 1646 – De virtute fidei divinae
 1651 – Responsorum morialum libri sex

### In Köln
posthum veröffentlicht
 1716 – De Deo, de Angelis, de Actibus humanis et de Gratia

### Manuskripte
Aufbewahrt in Madrid, Salamanca, Karlsruhe, Malines.
 De Anima
 Philosophia
 Logica
 De Trinitate
 De Visione Dei